# Еталант
Еталант (фр. Etalante) насеље је и општина у источном делу централне Француске у региону Бургоња, у департману Златна обала која припада префектури Монбар.
По подацима из 2011. године у општини је живело 124 становника, а густина насељености је износила 3,17 становника/km². Општина се простире на површини од 39,15 km². Налази се на средњој надморској висини од 442 метара (максималној 477 m, а минималној 329 m).

## Демографија
| 1962. | 1968. | 1975. | 1982. | 1990. | 1999. | 2011. |
| ----- | ----- | ----- | ----- | ----- | ----- | ----- |
| 288   | 299   | 238   | 195   | 185   | 2     | 124   |

График промене броја становника у току последњих година